# 呂文顯
呂文顯，臨海郡（治今浙江省台州市椒江区江北章安街道）人，南朝齐寵臣。
呂文顯在宋孝武帝时代担任斋干直长。昇明初年，蕭道成録尚書事，呂文顯晋升为殿中侍御史。后来担任羽林監、兼蘭陵县丞。出任龍驤将軍、秣陵县令，封劉陽县男。
永明元年（483年），担任寧朔将軍、中書通事舍人，本官如故。永明三年（485年）兼南清河郡太守。与茹法亮出入宮中为舍人，被齐武帝信任。四方受取馈赠，营造大宅，在庭園築山開池。呂文顯在齐武帝时四位中書舍人被称为「四户」。王俭认为：“吕文显等人专断独行，徇私舞弊，苍天出现异变，这一灾难出自四户。”武帝亲写诏书答谢王俭，却没有改变。永明五年（487年）呂文顯担任建康县令，转任長水校尉，兼南泰山郡、南譙郡太守。后为司徒中兵参軍，兼淮南郡太守、入朝为宿直宮中舍人省。历任左中郎将、南東莞郡，加右軍将軍。
废帝蕭昭業、蕭昭文时，西昌侯蕭鸞輔政，呂文顯守少府，被蕭鸞任用。明帝蕭鸞建武年間、東昏侯永元年間，他历任左尚書右丞、少府卿。後在官任上去世。